# فهرست میراث فرهنگی ناملموس در بلژیک
فهرست میراث ناملموس در بلژیک شامل ۱۸ میراث ناملموس است.
گنجاندن عناصر جدید میراث در فهرست‌های میراث فرهنگی ناملموس توسط کمیته بین‌دولتی برای حفاظت از میراث فرهنگی ناملموس تعیین می‌شود که توسط کنوانسیون تأسیس شده است. این میراث شامل دانش، مهارت‌ها، سنت‌ها، آیین‌ها، زبان‌ها، موسیقی، رقص، هنرهای نمایشی، غذاهای سنتی و دیگر جلوه‌های زنده فرهنگ است. هدف از حفاظت این میراث، حفظ تنوع فرهنگی و هویت‌های بومی در برابر تغییرات جهانی است.
بلژیک این کنوانسیون را در ۲۴ مارس ۲۰۰۶ تصویب کرد.

## فهرست
| نام                                                                                                | تصویر | سال  | شماره | توضیحات |
| -------------------------------------------------------------------------------------------------- | ----- | ---- | ----- | --- |
| جشنواره کارناوال بنش                                                                               |       | ۲۰۰۸ | 00033 | جشنواره کارناوال بنش یک جشنواره سالانه است که در بنش (بلژیک) در روزهای یکشنبه، دوشنبه و سه‌شنبه پیش از چهارشنبه خاکستر برگزار می‌شود.       |
| غول‌ها و اژدهای روندی در بلژیک و فرانسه +                                                           |       | ۲۰۰۸ | 00153 | غول‌ها و اژدهای روندی در بلژیک و فرانسه مجموعه‌ای از تجلیات فولکلوریک هستند که شامل غول‌ها و اژدهای روندی می‌شوند.                            |
| رژه خون مقدس در بروخه                                                                              |       | ۲۰۰۹ | 00263 | رژه خون مقدس یک دسته‌روی مذهبی کاتولیک است که در هر جشن عروج در بروخه برگزار می‌شود.                                                        |
| کریاکلینگن و تونکنزبراند، جشن نان و آتش پایان زمستان در ژراردزبرژان                                |       | ۲۰۱۰ | 00401 | کریاکلینگن و تونکنزبراند نام جشنواره‌های سالانه و چندصدساله در ژراردزبرژان هستند.                                                          |
| بازار سالانه زمستانی و بازار دام سن-لیووانزوتم                                                     |       | ۲۰۱۰ | 00403 | هر نوامبر، سن-لیووانزوتم یک بازار زمستانی و بازار دام برگزار می‌کند، جایی که صدها معامله‌گر گاو و اسب می‌فروشند.                             |
| آیین‌های مجموعه سنی لوون                                                                            |       | ۲۰۱۱ | 00404 | آیین‌های مجموعه سنی لوون یک سنت از مردان لوون است که در همان سال متولد شده‌اند.                                                             |
| راهپیمایی‌های Entre-Sambre-et-Meuse                                                                 |       | ۲۰۱۲ | 00670 | راهپیمایی‌های Entre-Sambre-et-Meuse مجموعه‌ای از راهپیمایی‌های فولکلوریک هستند که از ماه مه تا اکتبر در Entre-Sambre-et-Meuse برگزار می‌شوند. |
| ماهیگیری میگو با اسب در اوست‌دویین‌کرک                                                               |       | ۲۰۱۳ | 00673 | ماهیگیری میگو با اسب در اوست‌دویین‌کرک. |
| فرهنگ آبجو در بلژیک                                                                                |       | ۲۰۱۶ | 01062 | فرهنگ آبجو در بلژیک شامل پیل ایلها، لامبیکها، آل قرمز فلاندری، آل قهوه‌ای ترش، استاوتها می‌شود.                                             |
| اومگانگ بروکسل، یک رژه تاریخی سالانه و جشن مردمی                                                   |       | ۲۰۱۹ | 01366 | "اومگانگ بروکسل" یک رژه تاریخی سنتی است که به‌طور سالانه در بروکسل برگزار می‌شود.                                                           |
| هنر موسیقایی نوازندگان شاخ، یک تکنیک سازی مرتبط با آواز، کنترل نفس، ویبراتو، طنین مکان و هم‌آوایی + |       | ۲۰۲۰ | 01581 | |
| مسابقات تیراندازی با چوب در نامور                                                                  |       | ۲۰۲۱ | 01590 | مسابقات تیراندازی با چوب در نامور، بلژیک یک سنت ۶۰۰ ساله است که در آن افراد لباس پوشیده و با چوب‌های بلند تیراندازی می‌کنند.                |
| بازداری، میراث انسانی زنده +                                                                       |       | ۲۰۲۱ | 01708 | ریشه‌های شکار با پرندگان شکاری به استفاده از این پرندگان برای شکار بازمی‌گردد، اما با گذشت زمان به بخشی از میراث فرهنگی مردم تبدیل شده است. |
| آبیاری سنتی: دانش، تکنیک و سازمان +                                                                |       | ۲۰۲۳ | 01979 | |
| فرهنگ شهربازی +                                                                                    |       | ۲۰۲۴ | 02108 | |
| هنر ساخت خشکه‌چین، دانش و تکنیک‌ها +                                                                 |       | ۲۰۲۴ | 02106 | خشکه‌چین یک روش ساخت است که در آن سازه‌ها از سنگ بدون استفاده از ملات ساخته می‌شوند.                                                         |

## یادداشت
1. ↑  مشترک با فرانسه.
2. ↑  مشترک با فرانسه، لوکزامبورگ، و ایتالیا.
3. ↑  مشترک با اتریش، کرواسی، جمهوری چک، فرانسه، آلمان، مجارستان، ایرلند، ایتالیا، قزاقستان، قرقیزستان، مغولستان، مراکش، هلند، پاکستان، لهستان، پرتغال، قطر، عربستان سعودی، اسلواکی، کره جنوبی، اسپانیا، سوریه، و امارات متحده عربی.
4. ↑  مشترک با اتریش، آلمان، ایتالیا، لوکزامبورگ، هلند، و سوئیس.
5. ↑  مشترک با فرانسه.
6. ↑  مشترک با کرواسی، قبرس، فرانسه، یونان، ایتالیا، اسلوونی، اسپانیا، سوئیس، آندورا، اتریش، ایرلند، و لوکزامبورگ.